# Sorbus meierottii
Sorbus meierottii är en rosväxtart som beskrevs av N.Mey.. Sorbus meierottii ingår i släktet oxlar, och familjen rosväxter. Inga underarter finns listade i Catalogue of Life.